# CGR-Klasse 6 (Nr. 901–902)
Die der Klasse 6 zugeordneten Fahrzeuge mit den Bahnnummern 901 und 902 der Cape Government Railways (CGR) waren Schlepptender-Dampflokomotiven mit der Achsfolge 1'C1' (Prairie).
Die beiden 1903 von Kitson & Company gebauten Lokomotiven (Werk-Nr. 4191 und 4192) waren etwas vergrößerte Ausführungen der Maschinen mit den Nummern 270–277. Insbesondere wurde der Treibraddurchmesser von 1.372 auf 1.524 mm vergrößert. Die Konstruktion der hinteren Laufachse war gegenüber der der Lokomotiven 270–273 verändert worden – sie war als Bisselgestell ausgeführt – und bewährte sich im Betrieb. Die Lokomotiven Nr. 901 und 902 waren damit die einzigen 1'C1' in Südafrika, die sich längere Zeit im Einsatz befanden.
Zusammen mit den beiden 1'C1' wurden von Kitson zwei 2'C1'-Lokomotiven geliefert (Werk-Nr. 4193 und 4194), die bis auf das führende Drehgestell und die daraus resultierende größere Länge weitgehend baugleich waren. Diese wurden als Karoo-Klasse bekannt und später durch weitere Lieferungen ergänzt. Der 1'C1-Typ wurde dagegen nicht weitergebaut; das Drehgestell der Pacifics führte zu besseren Laufeigenschaften.
Die SAR übernahm die 1'C1'-Lokomotiven als Klasse 6Y mit den Bahnnummern 711 und 712. Sie wurden überwiegend im Vorortverkehr eingesetzt und bis 1934 ausgemustert. Kein Exemplar ist erhalten geblieben.